# Wilfrid Sellars
Wilfrid Stalker Sellars, ameriški filozof, * 20. maj 1912, Ann Arbor, Michigan, ZDA, † 2. julij 1989, Pittsburgh, ZDA.
Wilfrid Sellars je prispeval pomemben delež v razvoju filozofije kritičnega realizma in "spreminjal vsebino in metodo filozofije v Združenih državah Amerike".
Prizadeval si je k oblikovanju znanstveno usmerjenega, naravoslovnega realizma, ki bi "rešil videz". Vpliv njegovega dela je čutiti tako v kritičnem realizmu in logičnem pozitivizmu, kot tudi v nemškem idealizmu in fenomenologiji. Delno je vplival na filozofijo tudi skozi svoje uredniško delo kot soustanovitelj prve ameriške revije, posvečene analitični filozofiji in kot soavtor dveh temeljnih zbirk esejev. Najbolj pa je znan po svojem napadu na "mit o danem" in razvoju koherentistične epistemologije in funkcionalne vloge / inferencialistične semantike, po razlikovanju med "očitno podobo" in "znanstveno podobo" sveta in po predlogu, da so psihološki koncepti podobni teoretičnim.
Njegova dela so navdahnila številne sodobne filozofe, ki pa so se razdelili na dva tabora, včasih imenovana "desničarski" in "levičarski" Sellarsijevci.

## Življenje
Wilfrid Stalker Sellars je bil rojen v Ann Arborju, Michigan, 20. maja 1912, Royu Woodu in Heleni Stalker Sellars. Njegov oče je bil kanadsko-ameriški filozof, vodilni ameriški filozofski naravoslovec v prvi polovici dvajsetega stoletja, profesor na Univerzi v Michiganu in ustanovitelj ameriškega kritičnega realizma. Wilfrid se je med drugim izobraževal na Univerzi Michigana (BA, 1933) in Univerzi v Buffalu, kjer je z Marvinom Farberjem študiral Husserla in Kanta. Bil je zelo dober atlet in leta 1934 je dobil štipendijo Rodosa, ki ga je v jeseni pripeljala na Oriel College v Oxfordu, kjer je leta 1940 pridobil svojo najvišjo stopnjo izobrazbe, magisterij.
Leta 1936 je v Oxfordu spoznal svojo prvo ženo, Mary Sharp, ki je bila rojena v Yorkshiru in s katero se je leta 1938 tudi poročil. Istega leta je bila Sellarsu ponujena služba na Univerzi Iowe, kjer je  poučeval zgodovino filozofskih tečajev, s katerimi je razčlenil pogled na zgodovino filozofije.
Med drugo svetovno vojno je služil v vojaški obveščevalni službi, ko pa se je vojna končala, je spoznal, da nima druge izbire, kot da začne objavljati članke. Začel je s pisanjem do 10 ur na dan in osnutek po osnutku njegovega prvega poskusa se je počasi razvil v "realizem in nov način besede". Ko je vzpostavil postopek pisanja, je začel redno objavljati. Leta 1946 se je Sellars premestil na Univerzo Minnesote, kjer sta s Herbertom Feiglom leta 1949 objavila klasično zgodnjo zbirko analitične filozofije (Readings in Philosophical Analysis) in ustanovila Philosophical Studies, vodilno revijo analitične filozofije). 
Leta 1958 je Sellars obiskal Yale in se leta 1959 tja preselil kot redni profesor. Sellars je menil, da je notranja politika na univerzi motila njegov pogled na filozofijo, zato se je leta 1963 preselil na Univerzo v Pittsburghu, ki je bila takrat v procesu rekonstrukcije filozofskega oddelka. Sellars je ostal v Pittsburghu vse do svoje smrti leta 1989, čeprav je obiskoval in predaval tudi na številnih drugih univerzah. Sellars je bil leta 1970 izvoljen za predsednika Vzhodne divizije Ameriškega filozofskega združenja, bil pa je tudi predsednik Metafizičnega društva Amerike leta 1977. Objavil je številne knjige in članke ter svoje znanje prenašal na veliko število študentov. Kot študent na univerzi v Michiganu je bil Wilfrid Sellars eden izmed ustanovnih članov prve severnoameriške zadružne hiše za univerzitetne študente, ki se je takrat imenovala " Michigan Socialist House" (pozneje preimenovana v " Michigan Cooperative House"). Najbolj produktiven je bil do zgodnjih osemdesetih let dvajsetega stoletja, ko ga je upočasnila možganska kap. Umrl je 2. julija 1989 v Pittsburghu, v starosti 77 let, njegova smrt pa je bila posledica dolgotrajnega alkoholizma.
Zaradi zanimanja za njegovo filozofijo v poznih osemdesetih in zgodnjih devetdesetih letih je delo nekdanjih študentov in kolegov, kot so Jay Rosenberg, Paul Churchland, Richard Rorty, Robert Brandom in John McDowell ponovno prebudilo Sellarseve študije.

## Dela
Najbolj znano delo Sellarsa je "Empiricism and the Philosophy of Mind" (1956), v katerem kritizira stališče, da je znanje o tem, kar zaznavamo, lahko neodvisno od konceptualnih procesov, ki povzročajo percepcijo. Poimenoval je tudi "The Myth of the Given," ki ga pripisuje fenomenologiji in teorijam znanja o podatkih.
Sellarsova filozofija uma močno razlikuje med mislijo in občutkom. Razlikuje tudi problem intencionalnosti in senzoričnega telesa, ki zahteva ločene resolucije. Njegova filozofija uma opušča mnoge predpostavke, ki jih je karetska tradicija prevzela. Giblje se proti naturalizmu, ki spoštuje normativno dimenzijo uma. Ključna ideja je, da so psihološki pojmi kot teoretični koncepti v znanosti. Mentalistični koncepti so tako kompatibilni z naturalizmom, kot tudi z vsakim utemeljenim znanstvenim konceptom.
Delo je usmerjeno na več teorij hkrati, zlasti na kantovski pragmatizem C. I. Lewisa in pozitivizem Rudolfa Carnapa. Sestavi "Myth of Jones", da brani možnost strogega vedenjskega pogleda na svet. Parabola razloži, kako se ljudem v znanstvenem modelu lahko pripisujejo misli, inteligentna akcija in celo subjektivna notranja izkušnja. Sellars je uporabil izmišljeno pleme, "Ryleans", saj je hotel nasloviti Gilbert Rylejev koncept uma.
Sellarsova zamisel o "mitu", na katero močno vpliva Ernst Cassirer, ni nujno negativna. Mit je videl kot nekaj, kar je lahko koristno ali drugače, ne pa resnično ali napačno. Nameraval je združiti konceptualno obnašanje "prostora razlogov" s konceptom subjektivnega občutnega doživljanja. To je bil eden izmed njegovih osrednejših ciljev, ki ga je kasneje opisal kot Kantian.
V svoji "Philosophy and the Scientific Image of Man" (1962) Sellars razlikuje med "očitno podobo" in "znanstveno podobo" sveta.
Očitna podoba sveta vključuje namere, misli in nastope. Sellars dopušča, da se le-ta lahko izpopolni s pomočjo korelacijske indukcije, vendar ne dopušča privlačnih subjektov.
Znanstvena podoba opisuje svet v smislu teoretično fizičnih znanosti. Vključuje pojme, kot so vzročnost in teorije o delcih in silah.
Obe podobi se včasih dopolnjujeta in včasih spopadata. Očitna podoba na primer vključuje praktične ali moralne trditve, znanstvena podoba pa ne. Pojavi se tudi konflikt, npr. kjer nam znanost pove, da so očitno trdni predmeti večinoma prazni prostor. Sellars podpira sinoptično vizijo, pri čemer je znanstvena podoba v primeru konflikta največja prednost, vsaj glede na empirične opise in razlage.
Sellars je v svojih delih utemeljil nekatere zdaj skupne idiome v filozofiji, kot je "prostor razlogov". Ta idiom se nanaša na dve stvari:
- opisuje konceptualno in vedenjsko mrežo jezika, ki jo ljudje uporabljajo za inteligentno razumevanje sveta okoli sebe,
- označuje dejstvo, da govorjenje o vzrokih, epistemoloških utemeljitvah in namenu ni enako, in da ni nujno treba govoriti o vzrokih in posledicah v smislu, da fizikalna znanost govori o njih.

## Zapuščina
Robert Brandom, Stellarsov kolega v Pittsburghu, je imenoval Sellarsa in Willarda Van Ormana Quina za dva najpomembnejša filozofa njihove generacije. Sellarsov cilj sinoptične filozofije, ki združuje vsakdanje in znanstvene poglede na resničnost, je temelj tega, kar se včasih imenuje "Pittsburgova šola". Njeni člani so Brandom, John McDowell in John Haugeland.
Poleg naštetih je Sellars močno vplival tudi na mnogo drugih filozofov, kot so Richard Rorty (neopragmatizem), Paul Churchlanddo (eliminativni materializem), Laurence BonJour (racionalizem), Ruth Millikan, Hector-Neri Castaneda, Bruce Aune, Jay Rosenberg, Johanna Seibt, Matthew Burstein, Ray Brassier, Andrew Chrucky, Jeffrey Sicha, Pedro Amaral, Thomas Vinci, Willem A. de Vries, David Rosenthal, Ken Wilber in Michael Williams.